# Skorpió
Skorpió è un gruppo musicale ungherese.

## Discografia
- A rohanás (1974)
- Ünnepnap (1976)
- Kelj fel! (1977)
- Gyere velem! (1978)
- The Run (1978)
- Új! Skorpió (1980)
- Zene tíz húrra és egy dobosra (1981)
- Aranyalbum 1973–1983 (1983)
- Azt beszéli már az egész város (1985)
- A show megy tovább (1993)
- Skorpió '73-'93 Aranyalbum (1993)
- Koncert 1973 Egyetemi Színpad (2012)